# Arena Dorsum
Arena Dorsum est une formation constituée de reliefs alignés en crète de 360 km de long située sur Mars dans le quadrangle de Syrtis Major par 12,7° N et 68,8° E, sur le flanc nord de Syrtis Major Planum.